# Wapen van Rijperkerk

Wapen van Rijperkerk

Het wapen van Rijperkerk is het dorpswapen van het Nederlandse dorp Rijperkerk, in de Friese gemeente Tietjerksteradeel. Het wapen werd in 1984 geregistreerd.

## Beschrijving
De officiële blazoenering luidt in het Fries als volgt:
yn it blauwe trije seinen fan sulver, boppe op elkoar; in skyldhaad mei tosken, laden mei trije swimmende sulveren einen.
De Nederlandse vertaling luidt als volgt:
in het blauwe drie zeisen van zilver, boven op elkaar; een schildhoofd met tanden, beladen met drie zwemmende zilveren eenden.
De heraldische kleuren zijn: azuur (blauw), zilver (zilver) en keel (rood).

## Symboliek
- Zeisbladen: overgenomen van het wapen van Tietjerksteradeel. Deze duiden op het agrarische karakter van het dorp.[2]
- Schildhoofd: de tanden van het schildhoofd staan voor de scherpte van de zeis en voor het gras.[2]
- Eenden: verwijzen naar de eendenkooien die in de omgeving van het dorp aanwezig waren.[2]
- Kleurstelling: overgenomen van een kwartier van het wapen van Tietjerksteradeel.[2]

Het wapen van Tietjerksteradeel (1818)
Het wapen van Tietjerksteradeel (1985).

## Zie ook

Vlag van Rijperkerk